# Spalacotheriidae
Os Spalacotheriidae são uma família de mamíferos extintos, da superfamília Spalacotherioidea, e do grupo dos Symmetrodonta.

## Classificação
- Família Spalacotheriidae Marsh, 1887
  - Gênero Spalacotherium Owen, 1854 (=Peralestes)
    - Spalacotherium triscuspidens Simpson, 1928
    - Spalacotherium evansae Emsom e Sigogneau-Russell, 2000 - Formação Purbeck, Inglaterra, Berriasiano.
    - Spalacotherium taylori Clemens e Lees, 1971
    - Spalacotherium henkeli Krebs, 1985 - Formação Castellar/Galve, Espanha, Barremiano superior.
    - Spalacotherium hookeri Gill, 2004 - Formação Purbeck, Inglaterra, Berriasiano.

  - Gênero Shalbaatar Nessov, 1997
    - Shalbaatar bakht Nessov, 1997 - Formação Bissekty, Usbequistão, Turoniano.
- Subfamília Spalacolestinae Cifelli e Madsen, 1999
  - Gênero Symmetrolestes Tsubamoto e Rougier, 2004
    - Symmetrolestes parvus Tsubamoto e Rougier, 2004

  - Gênero Akidolestes Li e Luo, 2006
    - Akidolestes cifellii Li e Luo, 2006- Formação Yixian, China, Barremiano.

  - Gênero Heishanlestes Hu, Fox, Wang e Li, 2005
    - Heishanlestes changi Hu, Fox, Wang e Li, 2005 - Formação Shahai, China, Aptiano.

  - Gênero Spalacotheroides Patterson, 1955
  - Spalacotheroides bridwelli Patterson, 1955 - Formação Antlers, EUA, Aptiano-Albiano.
  - Gênero Spalacotheridium Cifelli, 1990
  - Spalacotheridium noblei Cifelli e Madsen, 1999 - Formação Mussentuchit/Cedar Mountian, Albiano-Cenomaniano.
  - Spalacotheridium mckennai Cifelli, 1990
  - Gênero Spalacolestes Cifelli e Madsen,1999
    - Spalacolestes cretulablatta Cifelli e Madsen, 1999 - Formação Mussentuchit/Cedar Mountian, EUA, Albiano-Cenomaniano.
    - Spalacolestes inconcinnus Cifelli e Madsen, 1999 - Formação Mussentuchit/Cedar Mountian, EUA, Albiano-Cenomaniano.

  - Gênero Symmetrodontoides Fox, 1976
    - Symmetrodontoides oligodontos Cifelli, 1990
    - Symmetrodontoides canadensis Fox, 1976 - Formação Milk River, Canadá, Campaniano.
    - Symmetrodontoides foxi Cifelli e Madsen, 1986 - Formação Wahweap, EUA, Santoniano-Campaniano.

  - Gênero Yaverlestes Sweetman, 2008
    - Yaverlestes gassoni Sweetman, 2008 - Formação Wessex/Wealden, Inglaterra, Barremiano.